# Centerburg
Centerburg és una població dels Estats Units a l'estat d'Ohio. Segons el cens del 2000 tenia 1.432 habitants.

## Demografia
Segons el cens del 2000, Centerburg tenia 1.432 habitants, 504 habitatges, i 363 famílies. La densitat de població era de 863,9 habitants per km².
Dels 504 habitatges en un 42,7% hi vivien nens de menys de 18 anys, en un 57,1% hi vivien parelles casades, en un 11,5% dones solteres, i en un 27,8% no eren unitats familiars. En el 25,6% dels habitatges hi vivien persones soles l'11,7% de les quals corresponia a persones de 65 anys o més que vivien soles. El nombre mitjà de persones vivint en cada habitatge era de 2,63 i el nombre mitjà de persones que vivien en cada família era de 3,16.
Per edats la població es repartia de la següent manera: un 29,3% tenia menys de 18 anys, un 6,6% entre 18 i 24, un 30,4% entre 25 i 44, un 17,6% de 45 a 60 i un 16% 65 anys o més.
L'edat mediana era de 35 anys. Per cada 100 dones de 18 o més anys hi havia 90,2 homes.
La renda mediana per habitatge era de 39.750 $ i la renda mediana per família de 46.250 $. Els homes tenien una renda mediana de 34.097 $ mentre que les dones 27.353 $. La renda per capita de la població era de 16.764 $. Aproximadament el 3,6% de les famílies i el 5,6% de la població estaven per davall del llindar de pobresa.

## Poblacions més properes
El següent diagrama mostra les poblacions més properes.